# Santo Augusto
Santo Augusto là một đô thị thuộc bang Rio Grande do Sul, Brasil. Đô thị này có diện tích 468,019 km², dân số năm 2007 là 13622 người, mật độ 29,11 người/km².